# Демино (Кудымкарский район)
Демино — деревня в Кудымкарском районе Пермского края. Входила в состав Верх-Иньвенского сельского поселения. Располагается на правом берегу реки Котыс юго-западнее от города Кудымкара. Расстояние до районного центра составляет 41 км. По данным Всероссийской переписи населения 2010 года, в деревне проживало 324 человека (166 мужчин и 158 женщин).

## История
По данным на 1 июля 1963 года, в деревне проживало 348 человек. Деревня являлась административным центром Деминского сельсовета.